# 1998 SQ22
1998 SQ22 är en asteroid i huvudbältet som upptäcktes den 23 september 1998 av Višnjan-observatoriet i Kroatien.
Den tillhör asteroidgruppen Dora.